# أليخاندرو ماتشادو
أليخاندرو ماتشادو (بالإسبانية: Alejandro Machado) هو لاعب كرة قاعدة كولومبي، ولد في 26 أبريل 1982 في كاراكاس في فنزويلا.

## وصلات خارجية
- أليخاندرو ماتشادو على موقع دوري كرة القاعدة الرئيسي (الإنجليزية)
- أليخاندرو ماتشادو على موقعبيزبول رفرنس.كوم (الدوري الرئيسي) (الإنجليزية)
- أليخاندرو ماتشادو على موقعبيزبول رفرنس.كوم (الدوري الثانوي) (الإنجليزية)
- أليخاندرو ماتشادو على موقع إي إس بي إن.كوم (أم.أل.بي) (الإنجليزية)